# Renate Heitz
Renate Heitz (* 26. April 1970 in Linz) ist eine österreichische Politikerin.

## Leben und Wirken
Renate Heitz wurde am 26. April 1970 als Tochter von Peter und Theresia Heitz in Linz geboren. Sie besuchte die Volksschule und die Hauptschule in Haid und danach das Oberstufenrealgymnasium der Kreuzschwestern Linz. Anschließend arbeitete sie als Kindergartenhelferin im Kindergarten Haid. Nach ihrer Ausbildung am logopädisch-phoniatrisch-audiologischen Dienst des Allgemeinen Krankenhauses Linz arbeitet sie seit 1991 als Logopädin beim Amt der Oberösterreichischen Landesregierung.
Seit 2012 engagiert sie sich in der Frauenbetreuungs- und Frauenservicestelle BABSI, seit 2018 ist sie Obmann Stellvertreterin des Vereins I.S.I., einer Initiative zur sozialen Integration, und seit 2021 ist sie Vorsitzende von Frauen in Not.
Sie ist verheiratet und hat zwei Kinder.

## Politik
Ihre politische Tätigkeit begann sie 2010 als Gemeinderätin der Stadtgemeinde Ansfelden, von 2009 bis 2015 war sie dort Kulturstadträtin und von 2015 bis 2021 Vizebürgermeisterin. Im Jahr 2018 wurde sie SPÖ-Bezirksfrauenvorsitzende von Linz-Land, 2020 dann SPÖ-Landesfrauenvorsitzende und Stellvertretende SPÖ-Landesparteivorsitzende und seit 2021 ist sie Mitglied im SPÖ-Bundesparteivorstand, im SPÖ-Bundesfrauenvorstand und im SPÖ-Bundesfrauenpräsidium.
Im Oktober 2021 entsandte sie ihre Partei in den Oberösterreichischen Landtag. Dort ist sie Mitglied im Verfassungsausschuss, im Petitionsausschuss und im Ausschuss für Gesellschaft.